# Елизабет Австрийска (1526 – 1545)
Вижте пояснителната страница за други личности с името Елизабет Австрийска.
Елизабет Австрийска или Елжбета Хабсбуржанка (на немски: Elisabeth von Österreich, на полски: Elżbieta Habsburżanka; * 9 юни 1526, Линц; † 15 юни 1545, Вилнюс) от рода на Хабсбургите, е ерцхерцогиня на Австрия, по съпруг – кралица на Полша и велика княгиня на Литва (1543 – 1545).

## Биография
Тя е най-възрастната дъщеря на император Фердинанд I (1503 – 1564) и съпругата му Анна Ягелонина (1503 – 1547), дъщеря на крал Владислав II от Бохемия и Унгария. Сестра е на император Максимилиан II (1527 – 1576).
Малко след нейното раждане Елизабет е обещана на полския крал Зигмунт II Август (1520 – 1572) от рода на Ягелоните. Тя се омъжва за него на 5 май 1543 г. на 16 години.
Посрещната е студено. Нейната свекърва Бона Сфорца и Зигмунт не я приемат добре, вероятно понеже страда от епилепсия и не знае полски.
Елизабет умира бездетна през 1545 г., малко след деветнадесетия си рожден ден. През 1553 г. Зигмунт II Август се жени за нейната по-малка сестра Катарина Австрийска.